# Kinnosuke Miura
Kinnosuke Miura (jap. 三浦謹之助 Miura Kinnosuke; ur. 21 marca 1864 na terenie dzisiejszego Date, zm. 11 października 1950 w Tokio) – japoński lekarz neurolog, profesor medycyny wewnętrznej na Cesarskim Uniwersytecie w Tokio, uważany za założyciela japońskiej neurologii.

## Życiorys
Kinnosuke Miura urodził się w 1864 roku w małej wiosce Takanarita (obszar dzisiejszego Date), w ówczesnej prowincji Mutsu (obecnie prefektura Fukushima), w północnej Japonii. Jego ojciec był lekarzem okulistą.
Uczęszczał do szkoły powszechnej w rodzinnej wiosce, a od 1876 roku do szkoły elementarnej w Fukushimie. W następnym roku wyjechał do Tokio i po siedmiu latach kursu przygotowawczego (obejmującego przede wszystkim naukę niemieckiego) został przyjęty na wydział medyczny Uniwersytetu Tokio. Medycyny uczyli wówczas w Japonii niemieccy profesorowie, a językiem wykładowym był niemiecki.
Miura opanował język i jako student drugiego roku opublikował pracę o właściwościach mydriatycznych wyizolowanej w 1885 roku przez Nagayoshi Nagai efedryny, zatytułowaną Vorläufige Mitteilung über Ephedrin, ein neues Mydriaticum, na łamach Berliner klinische Wochenschrift. Rok później napisał kolejną pracę na temat efedryny razem z Juntarō Takahashim. Ukończył studia w 1887. Następnie przez dwa lata był asystentem Erwina von Bälza w Tokio.
W latach 1889–1890 Kinnosuke Miura przebywał w Paryżu jako osobisty lekarz księcia Takehito Arisugawy; wtedy poznał Jeana-Martina Charcota. Dzięki temu mógł w 1892 roku po zakończeniu służby u księcia Arisugawy studiować przez 8 miesięcy w klinice Salpêtrière.
Wcześniej przez rok przebywał w Niemczech, w Berlinie, gdzie uczył się neurologii u Carla Gerhardta i Hermanna Oppenheima oraz w Marburgu u Felixa Jacoba Marchanda. Napisał wtedy pracę o jamistości rdzenia. W Marburgu uczył się też biochemii u Kürtza. W następnej kolejności odwiedził Heidelberg i studiował u Wilhelma Heinricha Erba.
W końcu w 1892 roku Miura wrócił do Paryża, do kliniki Salpêtrière. Był pod wielkim wrażeniem Charcota i zainteresował się badaniami prowadzonymi w jego laboratorium. Nauczył się francuskiego i napisał jedną pracę, poświęconą tzw. porażeniu histerycznemu (monoplegie brachiale hysterique).
Po powrocie do Japonii został profesorem medycyny wewnętrznej na Uniwersytecie Tokijskim i razem z Hiroshim Kawaharą usankcjonował neurologię jako osobną specjalność lekarską w Japonii. Określany jest do dziś jako pionier neurologii w tym kraju.
W 1924 roku Miura razem z pięcioma innymi wybitnymi japońskimi lekarzami (pozostałymi byli: Matarō Nagayo, Yoshihiro Takagi, Keinosuke Miyairi, Akira Fujinami i Sahachirō Hata), wyjechał na zaproszenie Fundacji Rockefellera na dwa miesiące do Stanów Zjednoczonych, aby poznać bliżej organizację amerykańskiej i kanadyjskiej służby zdrowia. Uczeni byli m.in. w klinikach w Filadelfii, Nowym Jorku, Baltimore, Waszyngtonie, Cleveland, Bostonie, New Haven, Montrealu, Toronto, Albany, Saranac Lake, Chicago, Rochester i St. Louis.
W 1949 roku Miura został odznaczony Orderem Kultury.
Jego teściem był Hiizu Miyake. Żonaty z Oshie Miyake, jego synem był biochemik Yoshiaki Miura.
Kinnosuke Miura został znaleziony nieprzytomny na ulicy Tokio w październiku 1950 roku. Zmarł wkrótce potem w pobliskim szpitalu. Przyczyną śmierci był udar mostu. Neurolog zmarł w wieku 87 lat, w drodze do swojego pacjenta.

## Dorobek naukowy

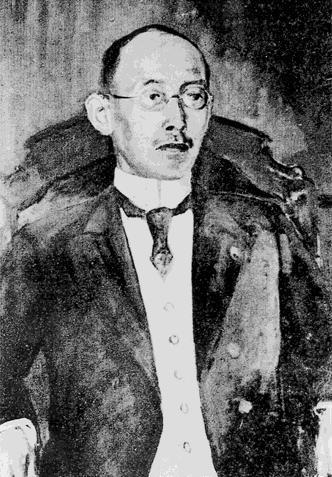
Portret Kinnosuke Miury autorstwa Kiyoteru Kurody

Razem z Shūzō Kure założył Japońskie Towarzystwo Neurologiczne. W 1911 roku opisał szczegółowo znaną od stuleci na półwyspie Kii chorobę, obecnie uważaną za tożsamą z chorobą Guam (stwardnienie zanikowe boczne-parkinsonizm/otępienie; ALS-PDC). Opisał też epidemię niezwykłej neurologicznej choroby występującej na północy Japonii, określanej jako kubisagari (dosłownie „opadanie głowy”). Razem z Katsusaburō Yamagiwą badał też przyczyny choroby beri-beri, ale w przeciwieństwie do późniejszego Noblisty Christiaana Eijkmana uważał, że jej przyczyną jest intoksykacja nieznaną substancją. W 1902 roku założył pierwsze neurologiczne czasopismo medyczne w Japonii, Shinkeigaku Zasshi. W swojej pracy wielokrotnie nawiązywał do szkoły neurologicznej Charcota, utrzymywał też kontakty z jego następcami, zwłaszcza z Pierre Mariem i Emile Achardem.
W 2011 roku ukazała się biografia Miury autorstwa Eiko Hayashi.

## Wybrane prace
- Über Kubisagari, eine in den nördlichen Provinzen Japans endemische Krankheit (Gerliersche Krankheit, vertige paralysant, vertige ptotique. Mitteilungen aus medizinischer Fakultät der kaiserlichen Universität zu Tokyo 3, ss. 259–319 (1887)
- Über die Bedeutung des Alkohols als Eiweisssparer in der Ernährung des gesunden Menschen. Ztschr. f. klin. Med. (1892)
- Sur trois cas de monoplégie brachiale hystérique. Archives de neurologie 321 (1893)
- Takahashi J, Miura K. Untersuchungen über die pupillenerweiternde Wirkung des Ephedrins. Mitteilungen aus medizinischer Fakultät der kaiserlichen Universität zu Tokyo 1, ss. 255-276
- Shinkei-byō shindan-hyō (1894)
- Miura K, Shū Miyake. Sōtei-byōri-sōron. Tokio, 1894
- Uiugi taikokiu kauhan ketsubo no itjisei. Ijishimpo 13, ss 19-22 (1894)
- Amyotrophische Lateralsklerose unter dem Bilde von sog. Bulbärparalyse. Neurol Jpn 10, ss. 366-369 (1911)
- Naikagaku-sanroku (1912)
- Miura K, Bälz E. Beriberi oder Kakke: (Polyneuritis endemica) (1914)
- On the Function of the Cerebellum[15] (1923)
- Rinshō-rentogen-zufu (1933)
- Rinshō-kagaku-kensa-hikkei (1942)